# Gurb
Gurb település Spanyolországban, Barcelona tartományban. Lakosainak száma 2712 fő (2024).

## Földrajza
Gurb Santa Cecília de Voltregà, Les Masies de Voltregà, Manlleu, Les Masies de Roda, Roda de Ter, Tavèrnoles, Folgueroles, Vic és Sant Bartomeu del Grau községekkel határos.

## Népesség
A település lakosságának változását az alábbi diagram mutatja:
| Lakosok száma | 606  | 1541 | 1836 | 1766 | 1625 | 2126 | 2475 | 2545 | 2681 | 2712 |
|               | 1717 | 1887 | 1936 | 1960 | 1986 | 2004 | 2009 | 2014 | 2019 | 2024 |